# UFC Fight Night: Lauzon vs. Stephens
UFC Fight Night: Lauzon vs. Stephens (también conocido como UFC Fight Night 17) fue un evento de artes marciales mixtas celebrado por Ultimate Fighting Championship el 7 de febrero de 2009 en el USF Sun Dome, en Tampa, Florida.

## Historia
Originalmente llamado UFC Fight Night: Lauzon vs. França, Jeremy Stephens tuvo que reemplazar a Hermes França después de que esté sufriera una rotura de ligamentos durante el entrenamiento y no pudiera participar en este evento.

## Premios extra
Cada peleador recibió un bono de $30,000.
- Pelea de la Noche: Mac Danzig vs. Josh Neer
- KO de la Noche: Caín Velásquez
- Sumisión de la Noche: Joe Lauzon